# Inedo
Inedo（イネド）は、DevOpsツール、BuildMaster、ProGet、Otterを自社開発、販売しているソフトウェア製品会社である。 Inedoは、Release！などのゲーム、プログラミング言語教育書籍ABC ++、コードオフセット、およびThe Daily WTFなどの活動でも知られている。 

## 歴史
Inedoは2007年に設立され、当初はカスタムソフトウェア開発および開発トレーニング会社として操業していた。 
2010年、Inedoは最初のソフトウェア製品BuildMasterを正式にリリースした。  
2012年にはProGet、2016年にはOtterをリリースしている。 
2015年に、Inedoはガートナーによって「DevOpsの最良の開発企業の一つ」に選ばれている。 
Inedoは2016年にNuGet Serverを買収した。 NuGet ServerはNuGet.ServerのNuGetパッケージで作られている。
Inedoは2016年と2017年の両方で、アプリケーションリリース自動化のガートナーマジッククアドラントとして認定された。 
Inedoは東京にオフィスを開設することや、DevOpsDays Tokyo 2017の主催者およびスポンサーになることを含む、 日本での展開を発表した。 

## ツール
- BuildMaster – CI/CD、リリース自動化・管理ツール
- ProGet – ユニバーサルパッケージマネージャー
- Otter – サーバープロビジョニングと構成管理ツール
- Romp -Universalパッケージを作成およびデプロイするためのコマンドラインプラットフォーム

## その他のプロジェクト

### Release!
イネドは2014年にカードゲーム「Release！」を発売した。 「ソフトウェアとそれを開発する人々についての簡単なカードゲーム」として販売された。   キックスターターページは1週間足らずで目標額がサポートされ、完全に資金が提供されました。  

### プログラミング言語教育書籍 ABC ++
2番目のInedo キックスタータープロジェクト、Programming Languages ABC ++は、幼児から成人向けのアルファベットの本であり、2日間で完全に目標額サポートを達成した。  

### コードオフセット
コードオフセットは、不正なコードの行を「オフセット」するためのInedoによる取り組みである。  コードオフセットからの収益は、開発コミュニティに利益をもたらすさまざまな組織やプロジェクトに向けられる。 「Bad Code Offsets」の最初の実行の収益は、Open Source Initiative、jQuery、PostgreSQL、およびApache Software Foundationに寄付された 。 
コードオフセット2016の収益は、幼稚園から高校までの生徒がテクノロジープログラムに平等にアクセスできるようにすることを目的とした非営利組織であるTech Corpsに利益をもたらしている。  

### The Daily WTF
InedoのCEOであるAlex Papadimoulisは、「Curious Perversion in IT」を専門とするユーモアあふれるブログ、 The Daily WTFの創設者かつ投稿者としても知られている。 